# Червены-Клаштор
Червены-Клаштор (словац. Červený Kláštor) — село и одноимённая община в районе Кежмарок Прешовского края Словакии. В письменных источниках начинает упоминаться с 1828 года.

## География
Село расположено в западной части края, в пределах горного массива Спишска-Магура, на правом берегу реки Дунаец, вблизи государственной границы с Польшей, при автодороге 543. Абсолютная высота — 462 метра над уровнем моря. Площадь муниципалитета составляет 3,04 км².

## Население
| Год:                | 1994 | 2004   | 2014    | 2024    |
| ------------------- | ---- | ------ | ------- | ------- |
| Количество человек: | 240  | 222    | 234     | 220     |
| Разница:            |      | −7,5 % | +5,40 % | −5,98 % |

По данным последней официальной переписи 2011 года, численность населения Червены-Клаштора составляла 232 человека.
Национальный состав населения (по данным переписи населения 2011 года):
| Национальность | Численность, человек |
| -------------- | -------------------- |
| словаки        | 237                  |
| чехи           | 1                    |
| не указана     | 12                   |